# Wellcome Trust

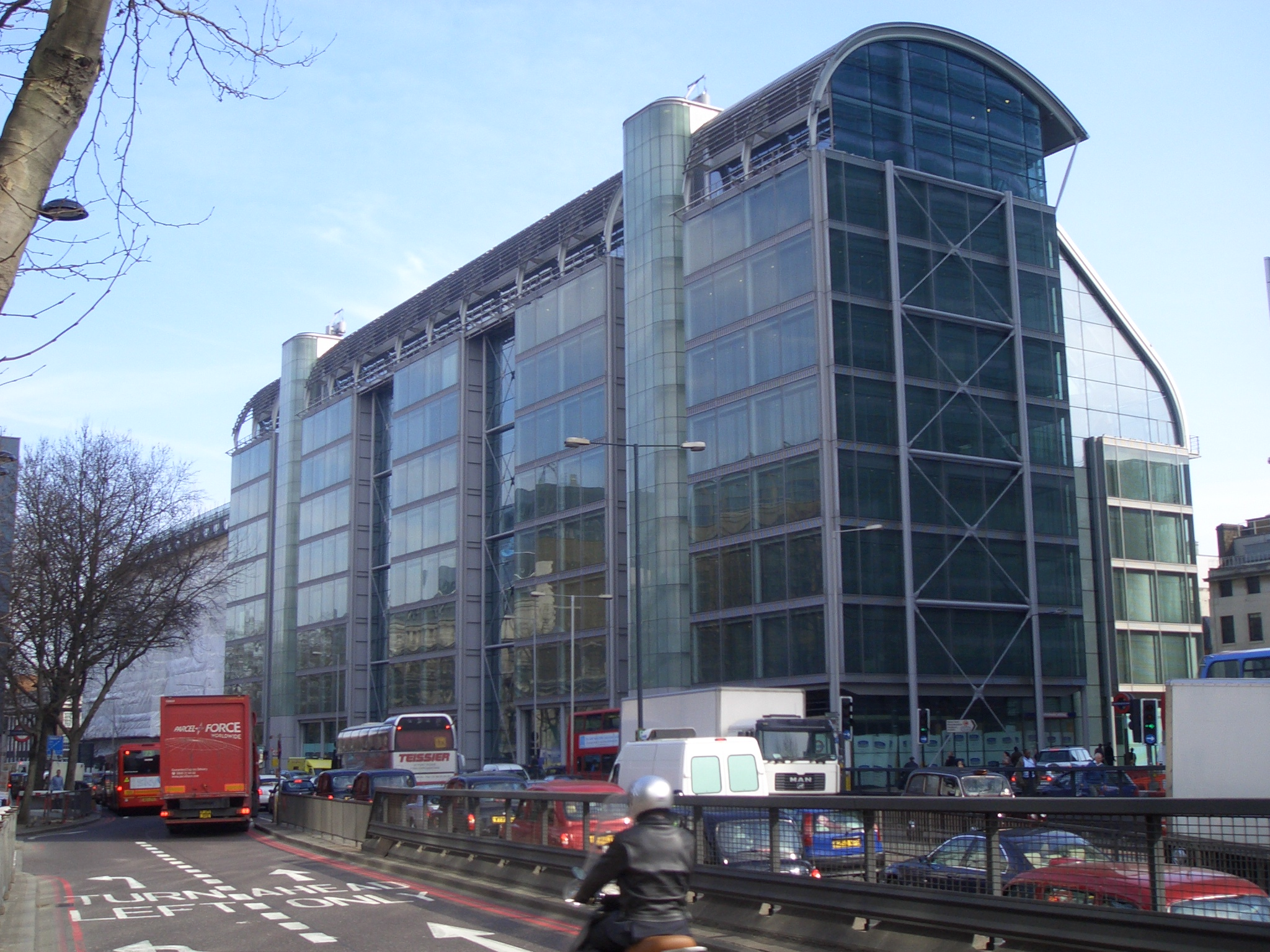
Siège social au 215 Euston Road à Londres.

Le Wellcome Trust est une fondation caritative en médecine dont le siège est en Grande-Bretagne. Au 30 septembre 2007, ses actifs nets se montaient à 15,1 milliards de livres sterling. La mission générale du Wellcome Trust consiste à « encourager et promouvoir la recherche dans le but d'améliorer la santé de l'homme et des animaux » ; au-delà de son financement dans la recherche biomédicale, un soutien est donné à la compréhension de la science par le grand public. En termes d'avoirs, c'est la seconde plus riche après la Fondation Bill-et-Melinda-Gates.

## Histoire
Le trust fut établi en 1936 pour administrer la fortune du magnat britannique de la pharmacie Henry Wellcome. Les revenus provenaient de Burroughs Wellcome, compagnie pharmaceutique fondée par Henry Wellcome et Silas Burroughs. Le nom de Wellcome Foundation Ltd. fut établi au Royaume-Uni. En 1986, le trust vendit au public 25 % des actions de la société Wellcome en sa possession, initiant un processus visant à se séparer de l'industrie pharmaceutique. En 1995, le trust renonça à tout intérêt dans l'industrie pharmaceutique en vendant toutes ses actions restantes à la société Glaxo, le rival historique britannique de Wellcome, qui devint la société GlaxoWellcome. Les importantes retombées financières de cette fusion ont alors influencé les activités philanthropiques du trust. En 2000, le nom de Wellcome a disparu du marché des médicaments lorsque GlaxoWellcome a fusionné avec une autre firme britannique, SmithKline Beecham, devenant GlaxoSmithKline.

## Activités
Le Wellcome Trust investit en moyenne 650 millions de livres sterling par an dans la recherche biomédicale. La plus grande partie supporte la recherche permettant une meilleure compréhension de la santé et du domaine médical sans nécessairement avoir une application immédiate ; les bénéfices pour la médecine pourraient émerger plus tard de ces recherches fondamentales. Les fonds ont permis de financer plusieurs projets importants récents :
- le séquençage du génome humain au centre Sanger ;
- le développement de médicaments antipaludiques basés sur l'artémisinine ;
- des travaux novateurs en psychothérapie cognitivo-comportementale pour les troubles psychologiques ;
- l'établissement de l'UK Biobank, étudiant la contribution des prédispositions génétiques et des facteurs environnementaux sur le développement des maladies ;
- la construction de l'aile Wellcome du Musée de la science de Londres ;
- le séminaire d'histoire de la médecine de l'université de Londres ;
- le Diamond Light Source où se trouve l'accélérateur de particules élémentaires Diamond ;
- la mise en place du réseau national de Science Learning Centres.

De plus, le Wellcome Trust a un programme international de recherche gérant des études importantes sur la malaria et d'autres maladies causant des niveaux de mortalité élevées au Kenya, Malawi, Thaïlande, Vietnam et en Afrique du Sud.
Depuis octobre 2005, le Wellcome Trust est l'organisation philanthropique la plus importante dans le domaine de la recherche médicale à encourager la publication de résultats en accès ouvert, autrement dit, la publication gratuite d'articles de recherche. La fondation estime que maximiser la distribution de ces articles grâce à un accès gratuit et en ligne est la façon la plus efficace de s'assurer qu'ils seront accessibles, lus et utilisés. Ceci, en retour, favoriserait une culture de la recherche plus riche.

## Bibliothèque et galeries
Le Wellcome Trust possède deux bâtiments sur Euston Road, l'une des principales artères de Londres. Le Wellcome Building, au 183 Euston Road, construit en 1932 en calcaire de Portland, abrite la Wellcome Collection. Au 215 Euston Road se trouve le Gibbs Building, conçu par Hopkins Architects en verre et acier, qui a ouvert en 2004 en tant que siège, social et administratif, du Wellcome Trust. En juin 2007, le Wellcome Building rouvrit après une remise à neuf comme lieu public, abritant ainsi la Wellcome Collection, le centre Wellcome pour l'histoire de la médecine (Wellcome Trust Centre for the History of Medicine) et la bibliothèque Wellcome. La collection Wellcome a pour but de contribuer à la compréhension par le grand public des aspects scientifiques et historiques de la médecine. Le bâtiment contient des galeries, est équipé pour des conférences, propose des espaces pour les débats et les ateliers, un café et une librairie ; les galeries montrent un petit échantillon de travaux venant de la collection de Henry Wellcome, et abrite des expositions temporaires. La bibliothèque contient l'une des principales collections d'ouvrages médicaux du monde. Le bâtiment et les expositions sont ouverts au public gratuitement six jours par semaine.

Le Wellcome Building
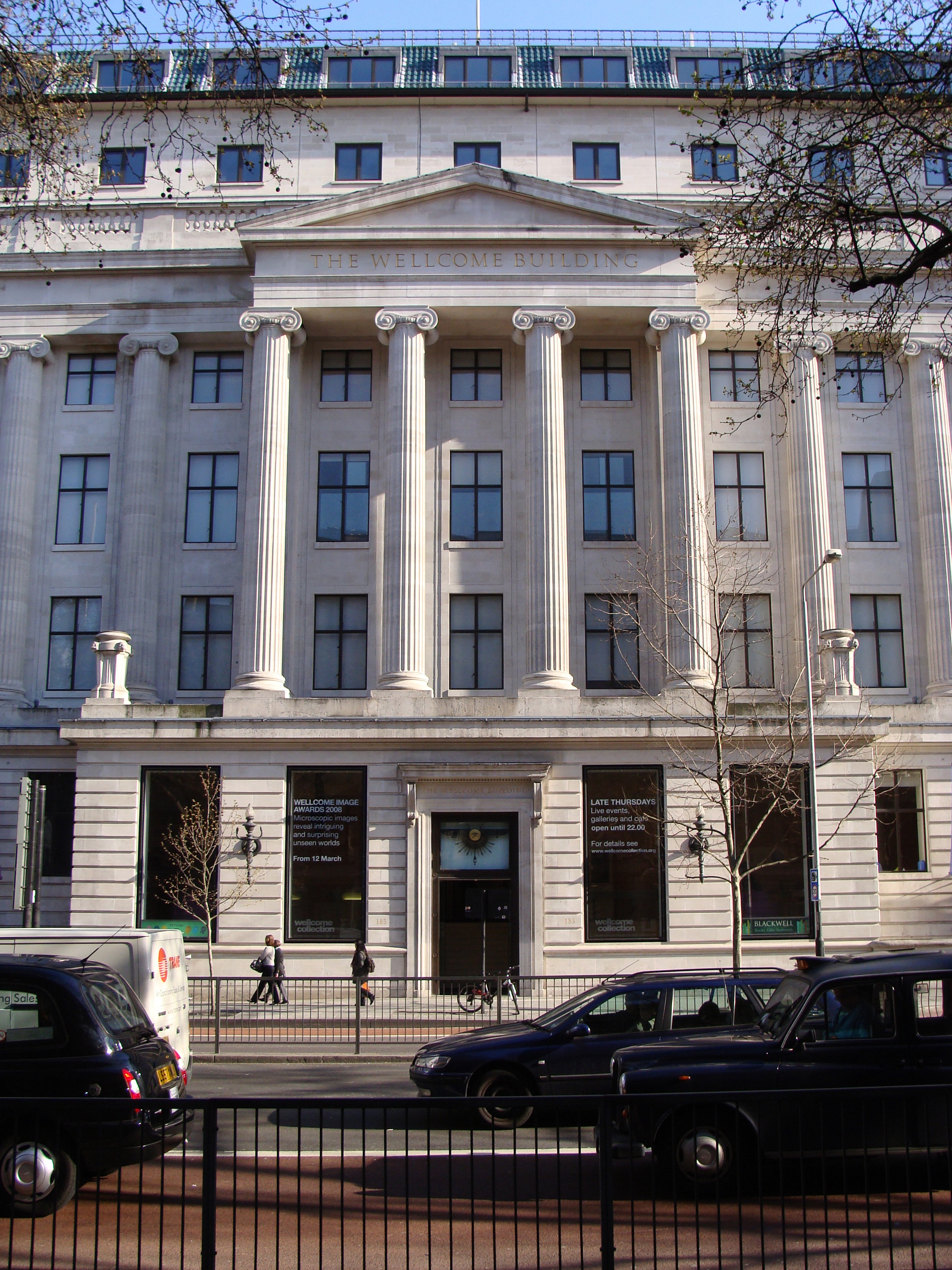
Le Wellcome Building sur Euston Road.
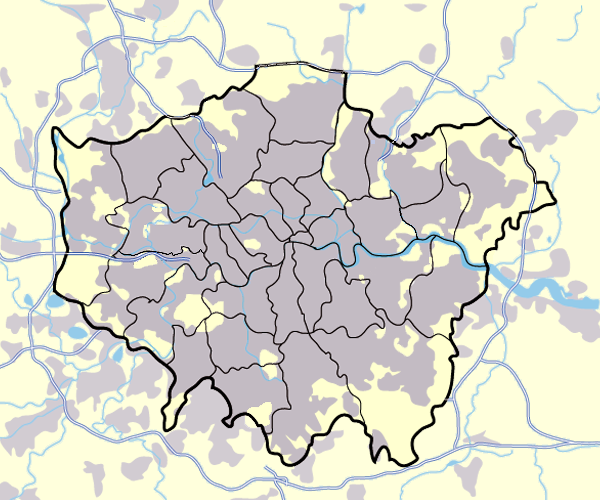
Localisation du Welcome Building dans Londres.
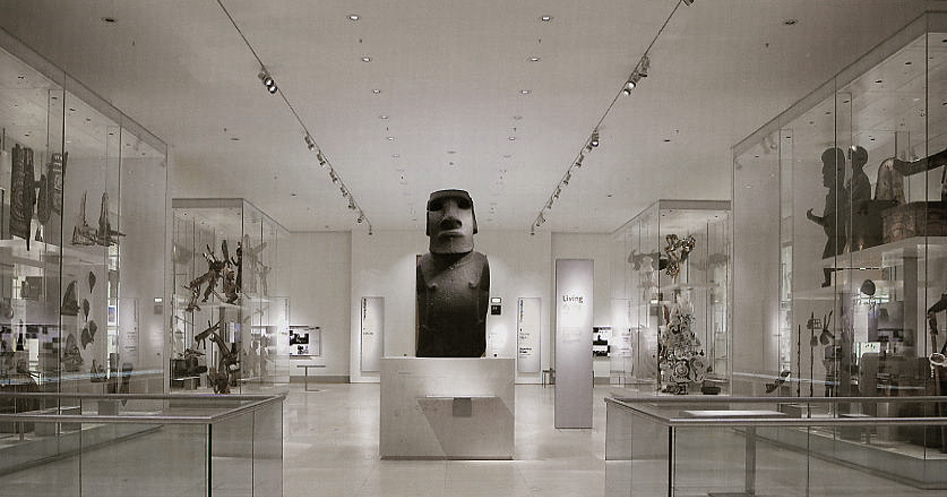
Galeries du Wellcome Trust, salle 24.